# کنسپسیون بزرگ
کُنسپسیون بزرگ (به اسپانیایی: Gran Concepción) سومین منطقه کلان‌شهری مهم در شیلی پس از سانتیاگو و والپارایسو است که در استان کنسپسیون (شیلی) واقع شده‌است.

## خصوصیات
کنسپسیون بزرگ  ۹۴۵٬۶۵۰ نفر جمعیت دارد و ۴ متر بالاتر از سطح دریا واقع شده‌است.